# イゲルド・ケーブルカー
イゲルド・ケーブルカー(バスク語: Igeldoko funikularra, スペイン語: Funicular de Igueldo)は、スペイン・バスク州ギプスコア県サン・セバスティアンのモンテ・イゲルドで運行されているケーブルカー。

## 歴史
1912年8月25日、スペイン王アルフォンソ12世の妻マリア・クリスティーナによってイゲルド・ケーブルカーの運行開始が宣言された。スイス・ベルンにあるVon Roll Fonderie社が設計を担当し、風光明媚なモンテ・イゲルドへのアクセスが容易となった。イゲルド・ケーブルカーはバスク地方で初めて運行されたケーブルカーであり、スペイン全体でもバルセロナのティビダボ山にあるケーブルカー（1901年）、同じくバルセロナのバルビドリエラにあるケーブルカー（1906年）に次いで3番目に古いケーブルカーである。3年後の1915年にはビルバオのアルチャンダ山でアルチャンダ・ケーブルカーが運行を開始している。

## 地理
麓のラ・オンダレータ海岸とモンテ・イゲルドの山頂を結んでいる。山頂には展望台や遊園地などが設置されており、山頂からはサン・セバスティアン市街地やラ・コンチャ湾やサンタ・クララ島を見渡すことができる。遊園地にはメリーゴーラウンド、足こぎボート、汽車など様々なアトラクションがある。山頂にはホテル・メルキュール・インテ・イゲルドがあり、山頂では結婚式、聖餐式、コンサートなどが行われることもある。山麓のラ・オンダレータ湾岸には彫刻家のエドゥアルド・チリーダによる『風の櫛』が設置されている。

## 運行形態
山麓駅と山頂駅の高低差は162m、路線距離は312mであり、平均斜度は48.39%、最高斜度は57.90%にも達する。2両編成の車両が中間地点のみ行き違い設備を備えた単線の線路を約3分で登る。運行間隔は15分おきである。片道料金は大人1.7ユーロ、子ども1.3ユーロ。往復料金は大人3.1ユーロ、子ども2.3ユーロ。ペットや自転車などの特別料金は3.1ユーロ。

### 運行時間

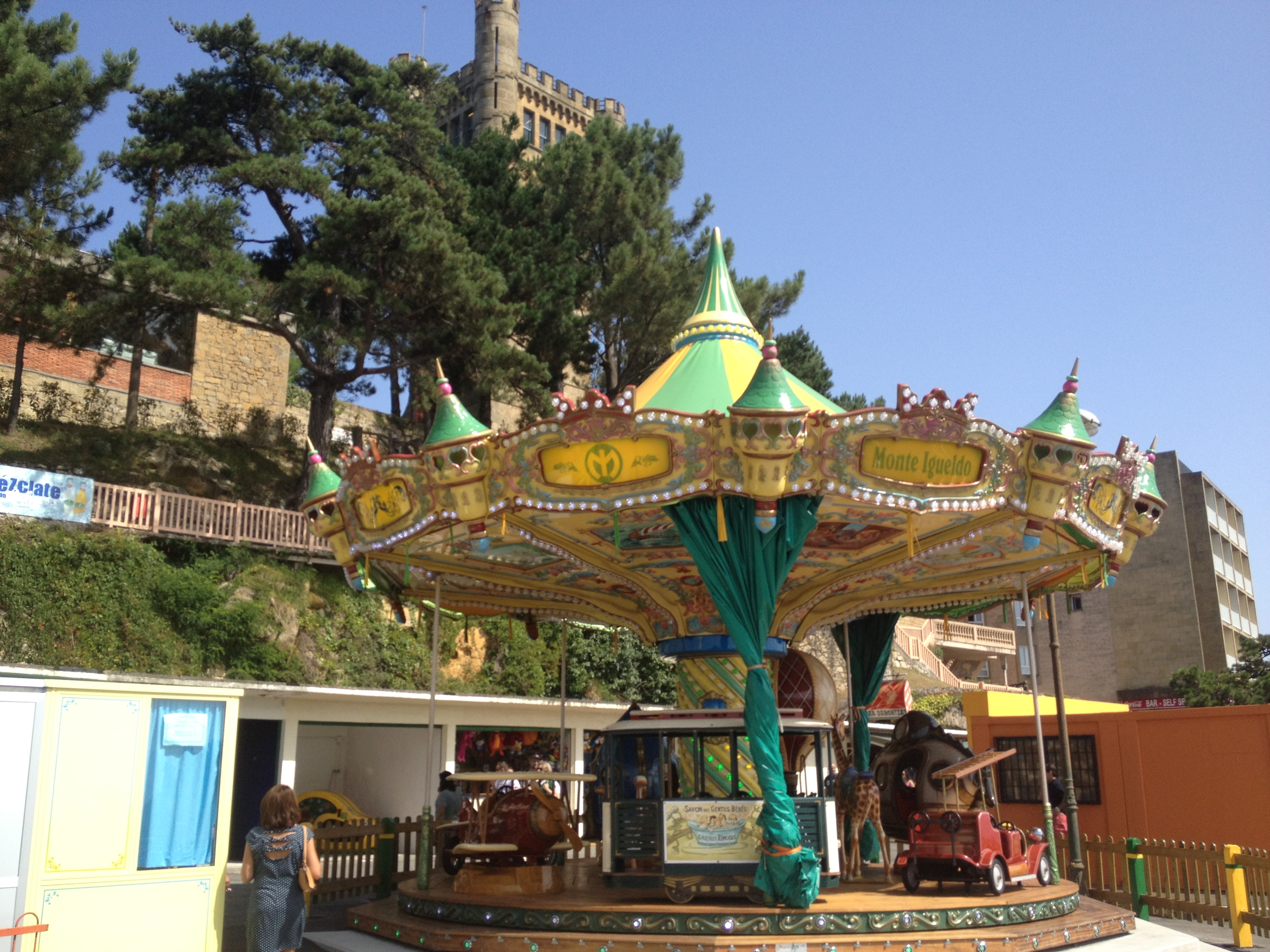
山頂の遊園地

公式サイトより
| - 冬季 - 平日 - 11時から18時 - 休日 - 11時から19時 - 水曜日 - 運休日 - 春季 - 平日 - 11時から20時 - 休日 - 10時から21時 | - 6月 - 平日 - 11時から20時 - 休日 - 10時から21時 - 7月 - 平日 - 10時から21時 - 休日 - 10時から22時 | - 8月 - 10時から22時 - 9月1日から8日 - 平日 - 11時から21時 - 休日 - 10時から21時 - 9月9日から31日 - 平日 - 11時から20時 - 休日 - 10時から21時 |

## 路線データ
- 路線距離 – 312m
- 山麓駅標高 – 11m

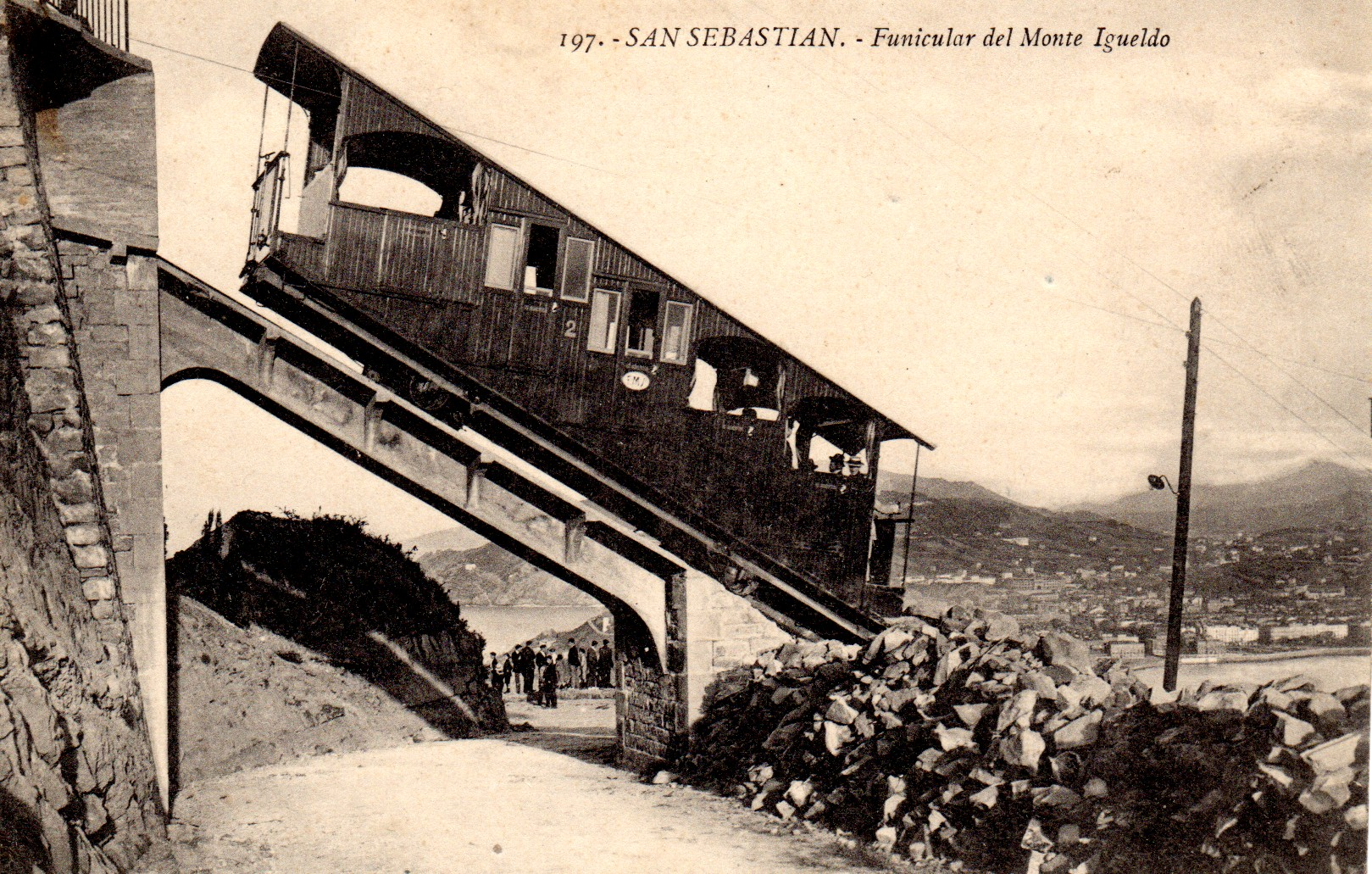
古いポストカード

- 山頂駅標高 – 162m（高低差151m）
- 平均斜度 – 48.39%
- 最高斜度 – 57.90%
- 最大乗車人員 – 50人
- 乗車時間 – 3分
- 最高速度 - 1.5m/秒（5.4km/時）
- 運行間隔 - 15分おき
- 運行方式 - 単線
- 軌間 – 1,000mm